# Mikhail Jusjnyj
Mikhail Mikhajlovitj Jusjnyj (russisk: Михаил Михайлович Южный tr. Mikhail Mikhajlovitj Jusjnyj ; født 25. juni 1982 i Moskva, Sovjetunionen) er en russisk tennisspiller, der blev professionel i 1999. Han har igennem sin karriere (pr. september 2010) vundet seks single- og seks doubletitler, og hans højeste placering på ATP's verdensrangliste er en 8. plads, som han opnåede i januar 2008.

## Grand Slam
Youzhnys bedste Grand Slam-resultat i singlerækkerne er en semifinaleplads ved US Open i 2006. Undervejs i turneringen besejrede han spanierne Tommy Robredo og Rafael Nadal, inden han i semifinalen blev besejret af hjemmebanefavoritten Andy Roddick.